# O Demônio e a Srta. Prym
O Demônio e a Srta. Prym (publicado em Portugal com o título O Demónio e a Senhorita Prym) é um livro de ficção do escritor brasileiro Paulo Coelho lançada em 2000.

## Enredo
A história trata da ganância. Quando um viajante acompanhado de um demônio chega a uma pequena cidade e pede a Chantal Prym que avise a cidade: ele oferece dez barras de ouro para que os habitantes da cidade cometam um assassinato.
Criticando a ganância e mostrando que o passado de uma pessoa pode acabar com o futuro de muitas outras, Paulo Coelho mostra como um ser pode acabar com outros.